# Итоговый турнир WTA 2012 (квалификация)

## Квалификация
Квалификация на этот турнир происходит по итогам чемпионской гонки WTA.

### Одиночный турнир

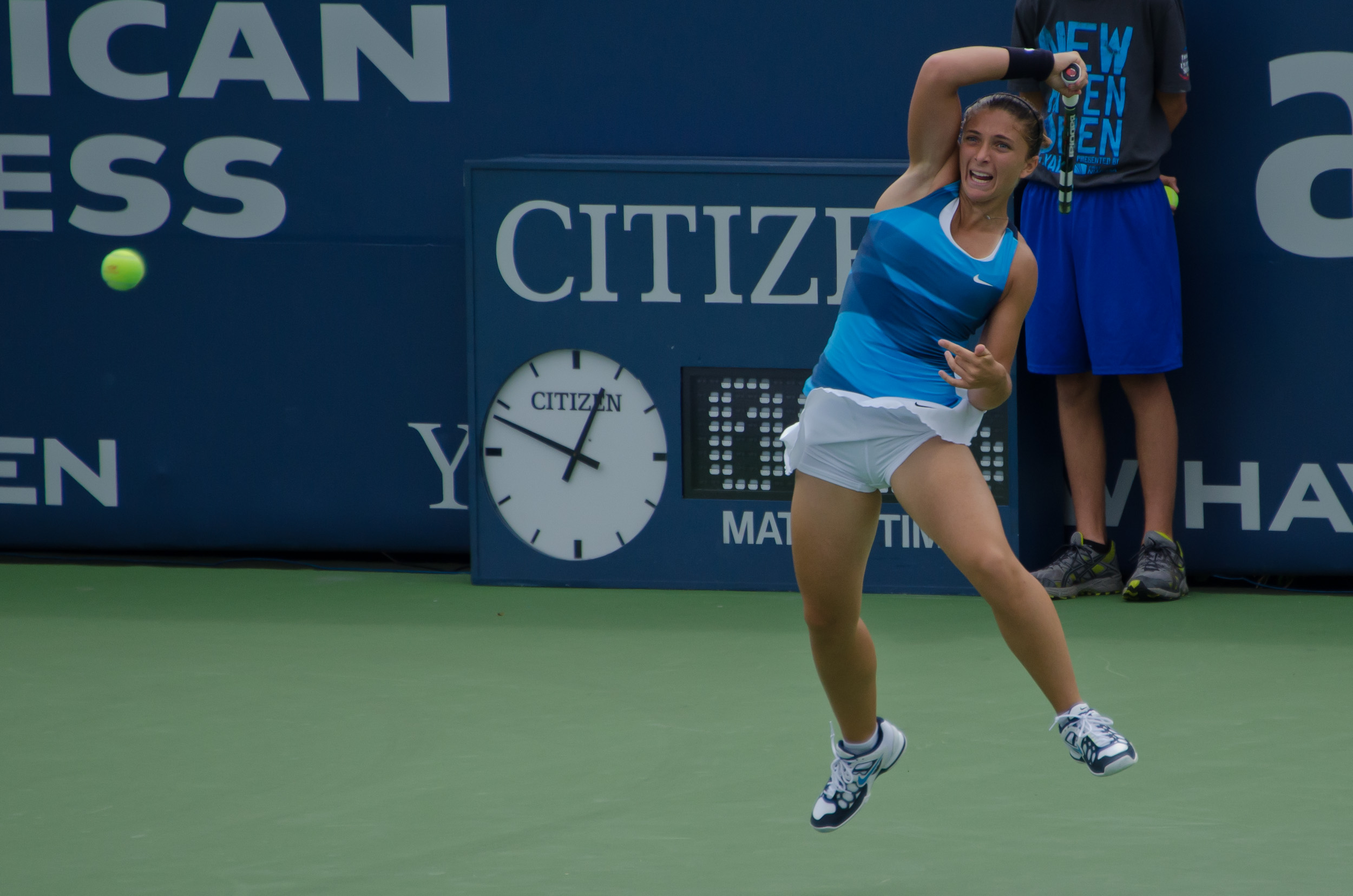
Дебютантка турнира — Сара Эррани из Италии.

Золотистым цветом выделены теннисистки, отобравшиеся на Итоговый турнир года в Стамбуле. 
 Серебристым — запасные на турнире в Стамбуле. 
| Рейтинг Чемпионской гонки 2012 года. | Рейтинг Чемпионской гонки 2012 года. | Рейтинг Чемпионской гонки 2012 года. | Рейтинг Чемпионской гонки 2012 года. |
| #                                    | Теннисистка                          | Очки                                 | Турниры                              |
| ------------------------------------ | ------------------------------------ | ------------------------------------ | ------------------------------------ |
| 1                                    | Виктория Азаренко                    | 10 190                               | 17(16)                               |
| 2                                    | Мария Шарапова                       | 9115                                 | 16(13)                               |
| 3                                    | Серена Уильямс                       | 7900                                 | 14(12)                               |
| 4                                    | Агнешка Радваньская                  | 7095                                 | 21                                   |
| 5                                    | Анжелика Кербер                      | 5470                                 | 20                                   |
| 6                                    | Петра Квитова                        | 5215                                 | 19(17)                               |
| 7                                    | Сара Эррани                          | 4855                                 | 22                                   |
| 8                                    | Ли На                                | 4726                                 | 17(16)                               |
| 9                                    | Саманта Стосур                       | 4120                                 | 21                                   |
| 10                                   | Марион Бартоли                       | 3740                                 | 24                                   |

* — Все обязательные турниры в рейтинге учитываются как сыгранные.
* — В скобках указано фактическое количество сыгранных турниров (неофициальные данные).
В число участников одиночного турнира помимо 8 игроков основной сетки включают также двоих запасных.

### Парный турнир
| Рейтинг Чемпионской гонки 2012 года. | Рейтинг Чемпионской гонки 2012 года. | Рейтинг Чемпионской гонки 2012 года. | Рейтинг Чемпионской гонки 2012 года. |
| #                                    | Команда                              | Очки                                 | Турниры                              |
| ------------------------------------ | ------------------------------------ | ------------------------------------ | ------------------------------------ |
| 1                                    | Роберта Винчи Сара Эррани            | 10 097                               | 15                                   |
| 2                                    | Андреа Главачкова Луция Градецкая    | 7380                                 | 14                                   |
| 3                                    | Лизель Хубер Лиза Реймонд            | 7036                                 | 19                                   |
| 4                                    | Надежда Петрова Мария Кириленко      | 5325                                 | 12                                   |

## Участницы турнира

### Одиночный турнир
- Виктория Азаренко:
Белорусская спортсменка продолжила в новом сезоне совершенствовать свою игру: пересмотренные методы подготовки позволили ей выдать на старте года 26-матчевую беспроигрышную серию, выиграть несколько титулов (в числе которых первый турнир Большого шлема в одиночном разряде) и захватить лидерство в рейтинге. Весной результаты несколько снизились, но набранного до этого запаса очков хватило чтобы даже на фоне более результативных конкуренток сохранить первую строчку рейтинга до начала лета.
Во время травяного отрезка сезона результаты постепенно стали выходить на пиковый уровень: Азаренко играет в полуфиналах Уимблдона и Олимпиады, доходит до финала US Open, параллельно возвращено лидерство в одиночном рейтинге. Осенью белорусская спортсменка побеждает на соревнованиях в Пекине и Линце, наращивая отрыв от конкуренток.

- Мария Шарапова:
Россиянка второй год подряд смогла пройти отбор на Итоговое соревнование ассоциации. Основной очковый вклад в это был сделан в первой половине года, когда Мария побывала в шести финалах, на месяц вернула себе лидерство в рейтинге и собрала т. н. «карьерный Большой шлем» в одиночном разряде.
Летом Шарапова с третьей попытки дебютировала на Олимпиаде, где смогла завоевать серебряную медаль одиночного турнира. До конца сезона россиянка побывала в полуфинале US Open и вышла в финал турнира в Пекине.

- Серена Уильямс:
Вернувшаяся в строй лишь в середине прошлого года американка смогла в 2012 году вернуть почти все свои былые позиции: первый пик сезона пришёлся на середину грунтового сезона, когда Серена смогла выиграть два грунтовых турнира, а также помочь национальной сборной вернуться в первую мировую группу Кубка Федерации. Следующий подъём результатов пришёлся на травяной сезон — Уильямс выиграла Уимблдон, Олимпиаду и турнир в Стэфорде. Финальная точка на пути в Турцию была поставлена на US Open, где американка завоевала свой второй в сезоне турнир Большого шлема в одиночном разряде, переиграв в титульном матче Азаренко.

- Агнешка Радваньская:
Польская спортсменка смогла развить в 2012 году результаты, пришедшие к ней осенью прошлого года во время азиатской серии соревнований. Сдерживающим фактором для Агнешки выступала Виктория Азаренко — лишь в мае, на турнире в Риме, она впервые уступила матч, на который вышла, не белорусской спортсменке.
 К июлю Агнешка набрала такой запас очков, что поднялась на вторую строчку в рейтинге и имела неплохой шанс стать первой ракеткой мира, однако уступив несколько важных матчей она сначала упустила эту возможность, а затем, постепенно растеряв форму опустилась на четвёртую строчку рейтинга. В конце сезона, дойдя до финала соревнований в Токио, Радваньская закрепилась в группе лидеров гонки.

- Анжелика Кербер:
Немка стала сильнейшей дебютанткой, смогшей по итогам сезона стать участницей турнира.
Анжелика смогла воспользоваться зарядом уверенности, полученным во время выхода в полуфинал US Open 2011 года. Немка стабилизировала результаты и с первого турнира проигрывала лишь лидерам. В конце февраля Кербер выигрывает свой дебютный титул, пройдя на пути к титулу на зальном турнире в Париже Марию Шарапову. В дальнейшем, результативно играя на старших соревнованиях категории Premier и турнирах Большого шлема, Анжелика постепенно вошла в Top10 рейтинга, а также закрепилась в числе восьмёрки сильнейших теннисисток гонки. На финише года, дойдя до полуфинала в Токио и четвертьфинала в Пекине, немка смогла взобраться на пятую строчку рейтинга и стать первой с 2001 года представительницей Германии на итоговом соревновании.

- Петра Квитова:
Чешка весьма результативно заканчивала сезон-2011 и в начале этого года вполне могла стать первой ракеткой мира, но не использовав несколько шансов, Петра растеряла былую стабильность результатов и с трудом стала одерживать победы даже над игроками Top20. К концу весны всё постепенно стало налаживаться: несколько раз выйдя в четвёрку сильнейших теннисисток на крупных турнирах Квитова приостановила своё падение в рейтинге и смогла уверенно отобраться на итоговое соревнование.

- Сара Эррани:
Итальянка в сезоне-2012 заметно прибавила в стабильности, всё чаще обыгрывая игроков Top20 и начав одерживать победы над игроками Top10. После длительной паузы Сара смогла выиграть сначала один турнир, затем ещё один…
Выросла стабильность результатов на крупных турнирах — так на Roland Garros, где итальянка до этого сезона выиграла лишь один матч основной сетки, она смогла воспользоваться всеми неудачами фаворитов и дошла до финала. На турнирах Большого шлема была завоевана немалая часть очков — в Австралии Сара смогла дойти до четвертьфинала, а в США была в полуфинале. Нестабильность конкуренток позволила Эррани к концу года подняться на седьмую строчку рейтинга.

- Ли На:
Китаянка провела сезон стабильнее, чем год назад. Не добившись больших успехов на турнирах Большого шлема (лишь дважды дойдя до четвёртого круга), Ли более стабильно выступила на соревнованиях регулярного сезона, где добыла четыре финала (трижды борясь в титульном матче на соревнованиях Premier 5).
К финишу сезона китаянка боролась за восьмую строчку в гонке и, добыв полуфинал на домашнем турнире в Пекине, выиграла её.

- Саманта Стосур:
Саманта провела год очень не стабильно, неудачно подготовившись ко многим крупным соревнованиям (на австралийском и британском турнирах Большого шлема она в сумме выиграла лишь один матч). Там же, где путь к крупным очкам был свободен, она уступала либо кому-то из лидеров, либо тем теннисисткам, кто проводил на том соревновании лучшие игровые дни в своей карьере.
Долгое время Стосур шла в начале второй десятки гонки, но финишный отрезок сезона, где она добилась нескольких четвертьфиналов и полуфиналов позволил австралийке подняться на девятую строчку.

### Парный турнир

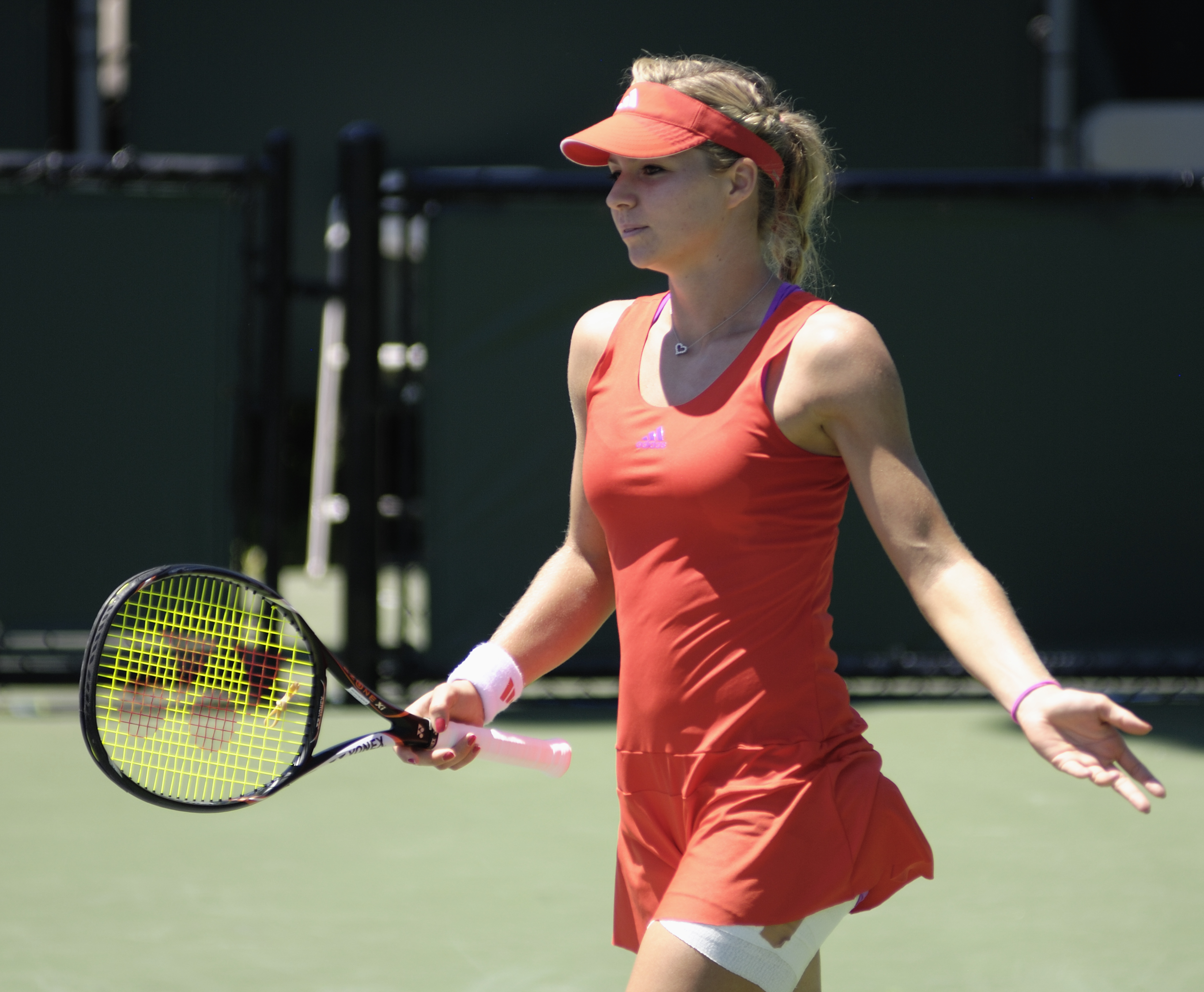
Одна из пяти дебютанток парного турнира — россиянка Мария Кириленко.

- Сара Эррани / Роберта Винчи:
Итальянки и до сезона-2012 славились как неплохое сочетание, но на 2012 год пришёлся год их расцвета.
За год Сара и Роберта сыграли в десяти финалах (включая три титульных матча на турнирах Большого шлема), одержав в них восемь побед. Уверенно лидируя в чемпионской гонке почти весь сезон, к сентябрю Эррани и Винчи возглавили и основной рейтинг. Ещё до старта итогового турнира итальянки создали в рейтинге такой отрыв, что обеспечили себе две первые строчки в рейтинге по итогам года вне зависимости от результата финального соревнования.

- Андреа Главачкова / Луция Градецкая:
Чешки проявили себя как потенциальные лидеры парного тура ещё в сезоне-2011, когда выиграли Roland Garros.
В этом же сезоне они стабилизировали свои результаты, играя пару только вместе и почти не пропуская крупные турниры. Результатом подобного подхода стали сразу восемь финалов (Луция и Андреа побывали в том числе в титульных матчах на двух турнирах Большого шлема и на Олимпиаде). Стабильно набирая очки чешки закрепились на втором месте в чемпионской гонке, а ближе к концу года поднялись на третью и четвёртую строчку основного рейтинга.

- Лизель Хубер / Лиза Реймонд:
Американки провели нелучший сезон — за год они ни разу не дошли до финалов турниров Большого шлема, а на Олимпиаде не попали в призёры.
На соревнованиях регулярного сезона всё шло более удачно — Лиза и Лизель побывали в восьми финалах и до сентября удерживали лидерство в рейтинге, однако потеряв очки за прошлогодний титул на US Open они быстро откатились на пятую и шестую строчку рейтинга. Общей стабильности по ходу сезона хватило на третье место в чемпионской гонке.

- Мария Кириленко / Надежда Петрова:
Россиянки стали лучшей из пар, для которых отбор на Итоговое соревнование стал целью уже после Олимпиады. До неё Мария и Надежда активно играли парные соревнования, но далеко не всегда вместе: Петрова, например, провела несколько успешных соревнований в дуэте с Ваней Кинг и Катариной Среботник.
По ходу сезона россиянки побывали в четырёх финалах, а также стали бронзовыми призёрами Олимпиады. Борьба за четвёртое место в гонке велась до последней недели — в полуфинале московских соревнований Мария и Надежда встретились с прямыми конкурентками за последнюю вакансию на итоговом — американками Ракель Копс-Джонс и Абигейл Спирс и, обыграв их, выиграли гонку за последнее место на турнире.